# 拉馬涅
49°17′16″N 33°35′7″E / 49.28778°N 33.58528°E
拉馬涅（烏克蘭語：Ламане），是烏克蘭中部的村莊，隸屬波爾塔瓦州的克雷門丘克區。該村處於普肖爾河右岸，面積3.77平方公里，海拔高度79米，2001年人口295。